# Ramalina
Ramalina Ach. (odnożyca) – rodzaj grzybów z rodziny odnożycowatych (Ramalinaceae). Ze względu na współżycie z glonami zaliczany jest do grupy porostów.
Wszystkie gatunki w Polsce objęte są ścisłą ochroną.

## Systematyka i nazewnictwo
Pozycja w klasyfikacji według Index Fungorum: Ramalinaceae, Lecanorales, Lecanoromycetidae, Lecanoromycetes, Pezizomycotina, Ascomycota, Fungi.
Synonimy nazwy naukowej: Alectoriopsis Elenkin, Chlorodictyon J. Agardh, Desmazieria Mont., 
Dievernia M. Choisy, Fistulariella Bowler & Rundel, Niebla Rundel & Bowler, 
Platisma P. Browne ex Adans., Platysma Hill, Ramalinomyces E.A. Thomas ex Cif. & Tomas., Trichoramalina Rundel & Bowler, Vermilacinia Spjut & Hale.
Nazwa polska według W. Fałtynowicza.

## Gatunki występujące w Polsce
- Ramalina baltica Lettau 1912[5] – odnożyca bałtycka
- Ramalina calicaris (L.) Röhl. 1813 – odnożyca rynienkowata
- Ramalina capitata (Ach.) Nyl. 1879 – odnożyca murawkowata
- Ramalina carpatica Körb.[5] – odnożyca karpacka
- Ramalina farinacea (L.) Ach. 1810 – odnożyca mączysta
- Ramalina fastigiata (Pers.) Ach. 1810 – odnożyca kępkowa
- Ramalina fraxinea (L.) Ach. 1810 – odnożyca jesionowa
- Ramalina intermedia Delise ex Nyl. 1870 – odnożyca pośrednia
- Ramalina motykana Bystrek 1966[5] – odnożyca Motyki
- Ramalina obtusata (Arnold) Bitter 1901 – odnożyca tępa
- Ramalina pollinaria (Westr.) Ach. 1810 – odnożyca opylona
- Ramalina roesleri (Hochst. ex Schaer.) Hue 1887[5] – odnożyca Roeslera
- Ramalina sinensis Jatta 1902[5] – odnożyca chińska
- Ramalina thrausta (Ach.) Nyl. 1860[5] – odnożyca włosowata

Wykaz gatunków oraz nazwy polskie według Krytycznej listy porostów i grzybów naporostowych Polski. Nazwy naukowe na podstawie Index Fungorum.